# Pasarela de la desembocadura del Huerva
La pasarela de la desembocadura del Huerva es un puente peatonal sobre la desembocadura del río Huerva en el Ebro en Zaragoza (Aragón, España). Fue construido en 2008, como parte del plan de acompañamiento para la recuperación de las riberas del Ministerio de Medio Ambiente de España a través de la Confederación Hidrográfica del Ebro con motivo de la Exposición Internacional Zaragoza 2008. Se sitúa paralelo al puente del Paseo de Echegaray y Caballero, en el entorno de parques que conforma la ribera, el Parque Bruil y el Parque del Azud Manuel Lorenzo Pardo, los cuales interconecta.
Estructuralmente es una viga de acero corrugado que soporta losas de hormigón armado. Tiene una longitud de 80 metros, de los que 60 componen el vano central con dos vanos al principio y final de 10 metros.